# Eda Döğer
Eda Döğer (* 17. Juli 2006 in Istanbul) ist eine türkische Schauspielerin.

## Leben und Karriere
Döğer wurde am 17. Juli 2006 in Istanbul geboren. Ihr Debüt gab sie 2016 in der Sendung Güldüy Güldüy Show Çocuk. Anschließend spielte sie 2018 in dem Film Bizim Köyün Şarkısı mit. Im selben Jahr trat sie in Güldür Güldür Show auf.
Außerdem war sie 2019 in Can Dostlar zu sehen. Unter anderem bekam Döğer 2020 in dem Film Hayaller Ülkesi: Gamonya eine Hauptrolle. 2021 setzte sie ihre Karriere in der Serie Sesli Güldüm fort.

## Filmografie
Filme
- 2018: Bizim Köyün Şarkısı
- 2019: Can Dostlar
- 2020: Hayaller Ülkesi: Gamonya

Serien
- 2016: Güldüy Güldüy Show Çocuk
- 2018: Güldür Güldür Show
- 2021: Sesli Güldüm